# Rebelião de Zebrzydowski
A Rebelião de Zebrzydowski (polonês: rokosz Zebrzydowskiego), ou a Rebelião de Sandomierz (polonês: rokosz sandomierski), foi uma rokosz (rebelião semilegal) na República das Duas Nações contra o Rei Sigismundo III Waza. A rokosz, iniciada em 5 de agosto de 1606 por Mikołaj Zebrzydowski, Jan Szczęsny Herburt, Stanisław Stadnicki, Aleksander Józef Lisowski e Janusz Radziwiłł em Stężyca e Lublin, foi causada pela crescente insatisfação com o Rei entre a nobreza (szlachta), que desaprovou os esforços do Rei para limitar o poder dos nobres (sua intenção de enfraquecer o Sejm, o parlamento polonês) e para introduzir a monarquia hereditária no lugar da eletiva). A rebelião (1606-08) terminou com a derrota dos rebeldes. Apesar de seu fracasso em derrotar o Rei, ela estabeleceu firmemente o domínio da szlachta sobre o monarca no sistema político da República. 
Os nobres poloneses reunidos na rokosz formaram uma konfederacja. As exigências da konfederacja foram delineadas em 67 artigos. Eles exigiam que Sigismundo III fosse destronado por não obedecer aos Artigos henriqueanos e a expulsão dos jesuítas da República das Duas Nações. Eles continuaram a exigir, que ao invés do rei, o Sejm é que passaria a indicar os cargos oficiais; que os cargos locais seriam eleitos e não indicados e que os direitos dos protestantes seriam ampliados e protegidos.
O Sejm de 1607 rejeitou as exigências. Enquanto isso, os nobres rebelados se reuniram em Guzowo (Guzow, Guznów, Guznow), e em 1607, o Exército Real comandado pelo Hetman Jan Karol Chodkiewicz (comandante da Batalha de Kircholm) foi enviado para pacificar os rebeldes. A confrontação tornou-se violenta, evoluindo para um verdadeira batalha (Batalha de Guzow) em 5 de julho/6 de julho (fontes diversas), com 200 vítimas, que resultou na vitória da facção real.
Em 1609 a rebelião terminou. Dois anos após o início da revolta, os nobres rebelados formalmente se renderam ao rei no encontro do Sejm de 1609, que se tornou conhecido como o Sejm da Pacificação. Os nobres se renderam em troca de indulgência, com o apoio de muitos da realeza, inclusive o Hetman Chodkiewicz que havia defendido com sucesso o pedido de anistia para os rebeldes. 
Apesar do fracasso da rebelião, ela retirou qualquer chance que Sigismundo III tinha de fortalecer sua posição dentro do governo. O historiador polonês Halecki mais tarde escreveu: "A realeza perdeu, em grande parte, o prestígio moral que havia desfrutado... A constituição polonesa foi considerada daqui a diante como sacrossanta e o rei teve que renunciar não só à ideia de fazer qualquer mudança significativa nela, mas até mesmo qualquer reforma, sem tocar em seus princípios".
Após a rebelião, o Rei Sigismundo tentou redireccionar a energia dos nobres descontentes para guerras externas. Isto, combinado com outros fatores, levaram a República ao envolvimento oficial na Guerra polaco-moscovita (1605–1618), que se seguiu às Dimitríades (1605-1609).